# Ганебний стовп

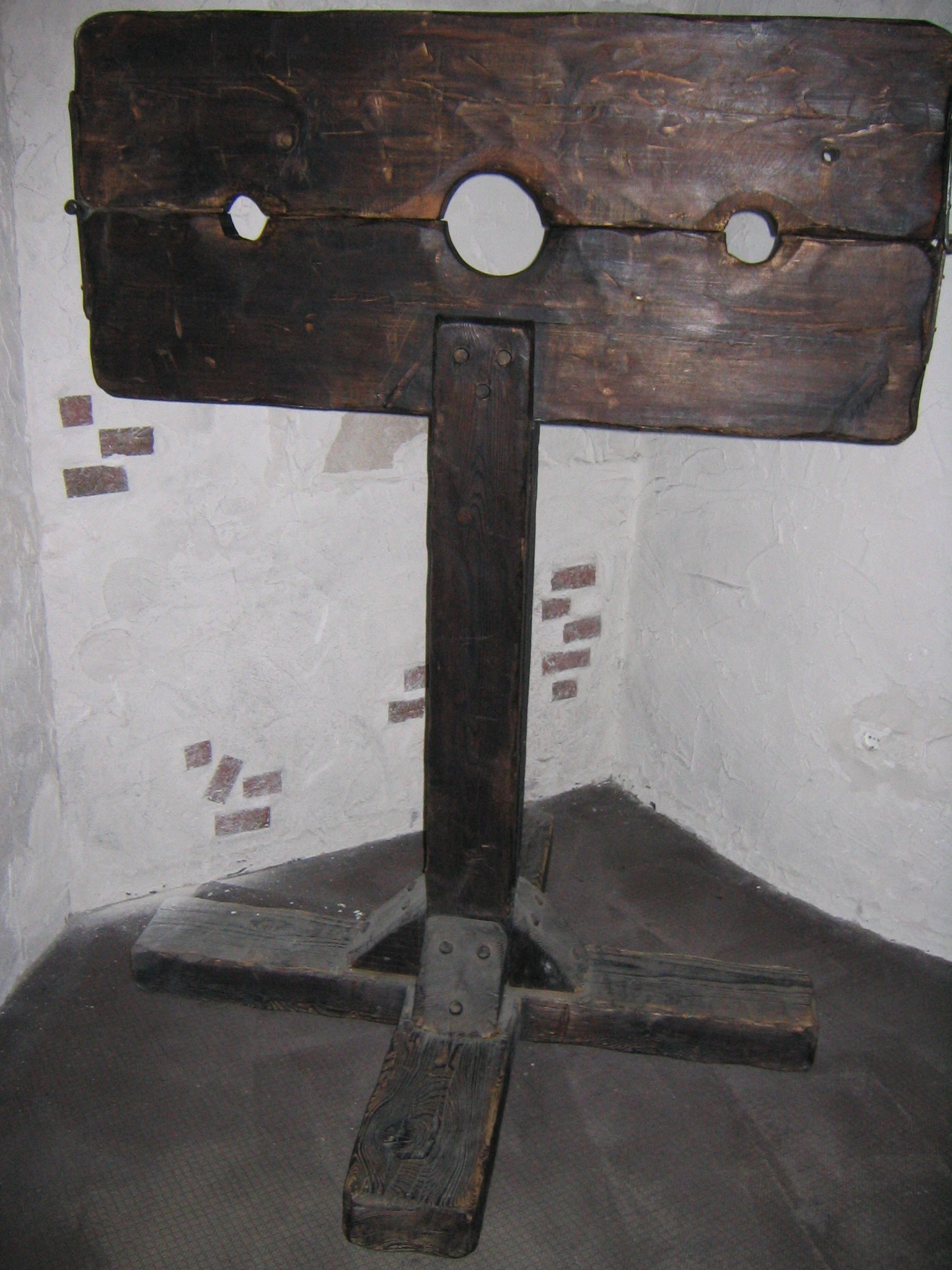
Ганебний стовп

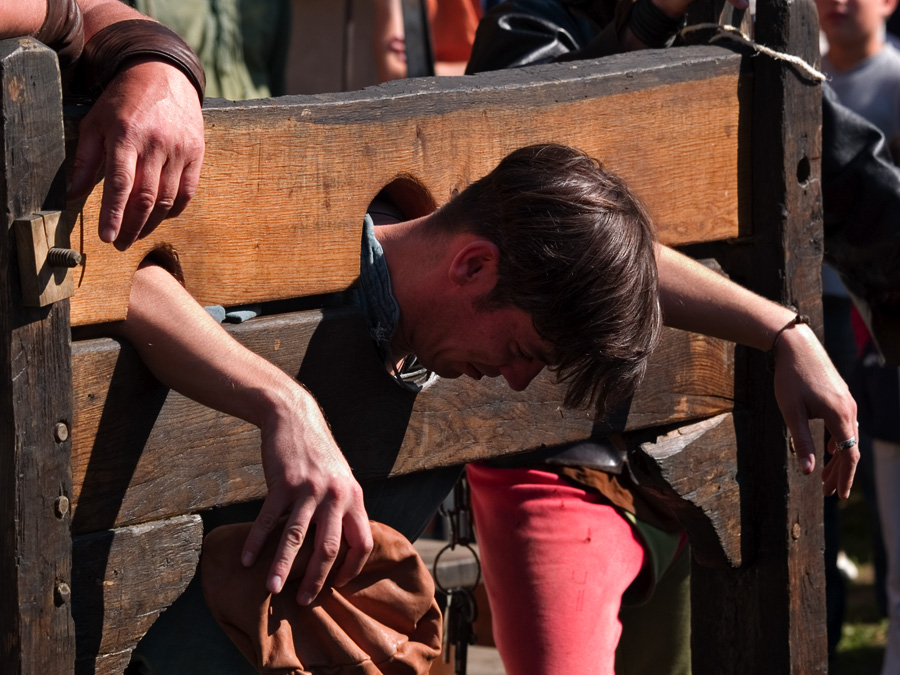
Людина в колодках

Ганебний стовп — дерев'яна конструкція з прорізами для голови і рук злочинця, виставленого для публічного осміяння та приниження. У Середньовіччі був покаранням за незначні злочини, якому місцева влада могла піддати засуджених за вироком помісного або міського суду.

## Історія
Первинно це був звичайний відрізок колоди, до якої прив'язували злочинця, виставляючи його на загальний огляд. Крім покарання, тут мало місце і бажання показати всім обличчя певних небезпечних суб'єктів — злодіїв, шахраїв і т. д. Природно після того, як все село побачило обличчя кишенькового злодія йому залишалося тільки змінювати професію або місце проживання, навряд хто в його присутності тепер би ризикнув відвести око від своїх кишень. Пізніше до цього стовпа додали колодки, отже тепер лиходія можна було закріпити, не тягаючи з собою мотузок або ланцюгів.
Застосовували численні типи цих пристроїв: дерев'яні і кам'яні, на одного або декількох засуджених. Одним з їх різновидів були колодки, що встановлюються на площі або в іншому людному місці, в них фіксували руки або ноги злочинця і так же виставляли його на загальний огляд.
У своїй простій формі колодки, що використовувалися як ганебний стовп, являли собою дві товсті дошки з прорізами, в яких фіксувалися руки або ноги засуджених; потім вони накривалися верхньою дошкою з такими ж прорізами, обидві половинки закривалися на замки, іноді з одного кінця верхня і нижня половини з'єднувалися за допомогою шарніра. Якщо колодки фіксували людину в положенні стоячи, то вони прикріплялися до стовпа, якщо ж замикали його кісточки, то зазвичай засудженому давали дерев'яну лавку. Таке покарання викликали менше фізичних страждань. Іноді при ганебному стовпі закріплювали другу пару колодок на рівні ніг, так що жертва була абсолютно безпорадною, не в силах ворухнути ні рукою, ні ногою. Іноді ганебний стовп був обладнаний дахом, що захищало жертву від сонця і дощу.

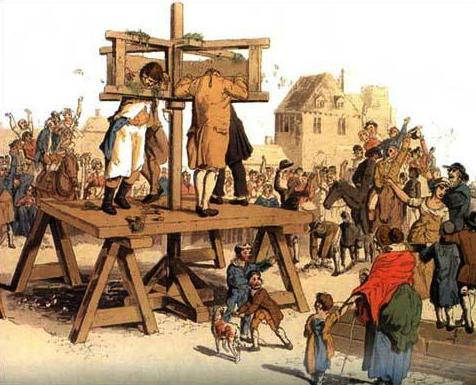
Покарання на ганебному стовпі

Часто, щоб збільшити страждання засудженої жінки, її виставляли біля ганебного стовпа голою, що в ті часи було тяжкою ганьбою, нерідко порівнянною із смертю. Оскільки в ті часи голе жіноче тіло було рідкістю, то можливо при таких покараннях збиралися великі натовпи.
Такі публічні покарання застосовувалися аж до XIX сторіччя. Тільки в пізніші часи їх стали застосовувати у в'язницях. До XIX століття осуджених зазвичай поміщали в найлюдніші місця, щоб відвадити інших правопорушників. Нерідко їх розташовували поряд з церквами і виконували вирок після недільної меси, щоб натовп тих, що виходять з церкви міг помилуватися на це видовище.
Публічна ганьба була основним завданням покарання в колодках і біля ганебного стовпа. У маленьких містах або селах того часу в натовпі роззяв майже завжди знаходився хто-небудь знайомий засудженому, що тільки збільшувало його сором. Безпорадні жертви піддавалися публічним образам і насмішкам, в них кидали всім, що попадалося під руку. Це були зіпсовані фрукти і овочі, бруд, екскременти, дохлі щури, навіть камені.
Як додаткове покарання, людям виставленим біля ганебного стовпа іноді прибивали цвяхом вухо до стовпа. Це не тільки було украй боляче, але і робило жертву абсолютно нерухомою. Дуже часто вухо розривалося, коли засуджений намагався хоч якось приховати свою особу від киданої в нього погані. Якщо після закінчення покладеного терміну покарання, вухо жертви ще прикріплювало його (або її) голову до стовпа, то кати не особливо роздумуючи просто відрізували його, перш ніж відкрити колодки.
Не завжди ганебний стовп дозволяв в'язневі стояти прямо, нерідко він був таким невисоким, що тому доводилося скорчуватися в три погибелі, що навряд чи покращувало його стан.
Як правило, в кожному, навіть найменшому селі був ганебний стовп, не говорячи вже про містечка і великі центри. В Англії, парламентським актом від 1405 року, мовилося, що в кожному місті і селі повинен бути встановлений ганебний стовп. Більш того, міста не отримували права відкривати ринок, поки його площа не була «прикрашена» ганебним стовпом. У таких містах, як Лондон, зазвичай було декілька стовпів в різних районах міста.
Ганебні стовпи і колодки служили покаранням за багато провини. Пияцтво, проституція, невідвідування церкви — список був великим. Більш і менш регулярно біля ганебного стовпа опинялися крамарі і ринкові торговці, які обвішували і обраховували покупців. Часто покарання показувало за який злочин його призначили, так м'ясник, що продавав тухле м'ясо, виставлявся з його шматком, прив'язаним до шиї. Того, хто розбавляв водою пиво, обливали його ж продуктом, поки він стояв в колодках.
У Франції виставлення біля ганебного стовпа (з надяганням залізного нашийника) скасоване в 1832 році. У Російській імперії до ганебного стовпа виставлялись до 1880 року засуджені на каторгу і до заслання на поселення.

## Приклади вироків до ганебного стовпа
- у 1555 році засудили жінку за биття своєї дитини;
- у 1556 році була засуджена звідниця за доставлення повій містянам, підмайстрам і слугам. Трохи пізніше в цьому ж році, мати і дочка були виставлені біля стовпа, одна за проституцію, а інша за звідництво власної дочки і обернення її в публічну жінку;
- у 1637 році, Джон Лільбурн, що писав і видавав антиурядову літературу, був засуджений до биття батогом на вулицях Вестмінстера і виставлений біля ганебного стовпа;
- у 1704 році письменник Даніель Дефо був засуджений за памфлет.

## У художніх творах
- У романі В. Гюґо «Собор Паризької Богоматері» такому покаранню піддався Квазімодо. У книзі наводиться опис ганебного стовпа Парижа XV століття:

|  | …своєрідний монумент, дуже просто складений з мурованого куба близько 10 футів заввишки, порожнього усередині. Дуже круті сходи з грубого каменю, які зазвичай називали «драбиною», вели на верхній майданчик, на якому було видно горизонтальне колесо, зроблене з дуба. Караного прив'язували зверху до колеса, навколішки і з руками за спиною. На риштуванні був закріплений шворінь, що приводився у рух коловоротом, схованим усередині цієї маленької будови, і передавав обертання колесу, завжди в горизонтальній площині, демонструючи таким чином обличчя засудженого послідовно всім сторонам площі. Це називалося «крутити» злочинця. Оригінальний текст (фр.) [...espèce de monument fort simple composé d’un cube de maçonnerie de quelque dix pieds de haut, creux à l’intérieur. Un degré fort roide en pierre brute qu’on appelait par excellence l’échelle conduisait à la plate-forme supérieure, sur laquelle on apercevait une roue horizontale en bois de chêne plein. On liait le patient sur cette roue, à genoux et les bras derrière le dos. Une tige en charpente, que mettait en mouvement un cabestan caché dans l’intérieur du petit édifice, imprimait une rotation à la roue, toujours maintenue dans le plan horizontal, et présentait de cette façon la face du condamné successivement à tous les points de la place. C’est ce qu’on appelait tourner un criminel.] Помилка: [undefined] Помилка: {{Lang}}: немає тексту (допомога): текст вже має курсивний шрифт (допомога) |